# Snježana Pejčić
Snježana Pejčić, född 13 juli 1982 i Rijeka, är en kroatisk sportskytt.
Hon tävlade i olympiska spelen 2008, 2012 samt 2016 och blev olympisk bronsmedaljör i luftgevär vid sommarspelen 2008 i Peking.